# Desafio das Américas de Ciclismo de 2013
O Desafio das Américas de Ciclismo de 2013 foi a 1ª edição do Desafio das Américas de Ciclismo, competição ciclística profissional por etapas realizada no estado de São Paulo, em torno das cidades de São Carlos e Águas de Lindóia, disputado de 11 a 13 de outubro de 2013. A competição teve 3 etapas, percorrendo uma distância total de 190 kms, e foi válida pelo Ranking Brasileiro de Ciclismo como um evento de classe 2.
Pedro Nicácio (Funvic Brasilinvest-São José dos Campos) venceu a classificação geral, 17 segundos à frente de João Marcelo Gaspar (Ironage), com William Chiarello (São Lucas Saúde - Giant - Americana) em terceiro. O evento foi aberto por uma curta etapa de montanha, de 14 quilômetros, vencida por João Marcelo Gaspar. A camisa amarela passou para as mãos de Nicácio após a segunda etapa, um contra-relógio individual de 32 quilômetros vencido pelo ciclista da Funvic. Na última etapa, Nicácio garantiu a vitória geral enquanto Maurício Knapp ficou com a vitória da etapa.
Não houve competição por pontos de metas volantes, como geralmente acontece nas corridas por etapas. João Marcelo Gaspar triunfou na classificação de montanha e na classificação sub-23. A competição por equipes foi vencida pela Funvic Brasilinvest-São José dos Campos, tendo liderado a competição em todas as etapas.

## Classificação e Bonificações
A Classificação Geral Individual é a principal da competição. É atribuída calculando-se o tempo total gasto por cada corredor, isto é, adicionando-se os tempos de cada etapa. O corredor com o menor tempo é considerado o líder no momento, e, ao final do evento, é declarado o vencedor geral da prova. Durante a corrida, o líder da classificação geral usa uma camisa amarela. No Desafio das Américas de Ciclismo de 2013, os 3 primeiros colocados de cada etapa recebem bônus de 10, 6 e 4 segundos.
 Ao líder da Classificação de Montanha, é atribuída a camiseta branca com bolas vermelhas. No topo das subidas categorizadas do evento, atribuem-se pontos aos primeiros a chegar no topo; quem tiver mais pontos é o líder de montanha. No Desafio das Américas de Ciclismo de 2013, as subidas foram classificadas em duas categorias. Os primeiros 3 ciclistas a atingir o ápice de cada subida recebem pontos para a classificação de montanha de acordo com a categoria:
- Categoria 1 (1ª etapa): 10, 8, 5 pts
- Categoria 2 (3ª etapa): 8, 6, 4 pts

 A camisa branca é atribuída ao líder da Classificação Sub-23, que funciona do mesmo modo da classificação geral, mas somente é competida pelos ciclistas abaixo dos 23 anos de idade.
Por fim, a Classificação de Equipes soma os tempos dos 3 primeiros ciclistas de cada equipe em cada etapa. Como na classificação geral, a equipe com menor tempo é a vencedora.

## Etapas
| Etapa | Data       | Trajeto                    | Distância | Tipo           | Tipo          | Vencedor            |
| ----- | ---------- | -------------------------- | --------- | -------------- | ------------- | ------------------- |
| 1     | 11 Outubro | Lindóia – Águas de Lindóia | 14 km     |                | Montanha      | João Marcelo Gaspar |
| 2     | 12 Outubro | Distrito de Água Vermelha  | 32 km     | Contrarrelógio | CR individual | Pedro Nicácio       |
| 3     | 13 Outubro | São Carlos (Parque Damha)  | 144 km    |                | Acidentado    | Maurício Knapp      |

## Equipes
A competição reuniu 16 equipes, sendo 13 nacionais e 3 estrangeiras, totalizando 92 atletas de 5 países. A seleção das equipes convidadas foi baseada no ranking nacional, do qual as 10 melhores equipes foram convidadas, e no ranking da Federação Paulista de Ciclismo, do qual 4 equipes foram convidadas, além das 3 equipes estrangeiras. Cada equipe podia inscrever até 6 ciclistas.
| São Francisco Saúde - Botafogo - Ribeirão Preto Funvic Brasilinvest - São José dos Campos Clube DataRo de Ciclismo - Cascavel Ironage São Lucas Saúde - Giant - Americana GRCE Memorial - Prefeitura de Santos Suzano - DSW Automotive Velo - Seme Rio Claro | Avaí - FME Florianópolis Barueri - New Millen - VZAN - Maxxis ADF Liniers - São Paulo Associação Radical Sports Club - Boituva Route Bike Team San Luis Somos Todos Colômbia - Nectar - Cundinamarca Seleção dos Estados Unidos |

## Resultados

### Etapa 1:Lindóia-Águas de Lindóia

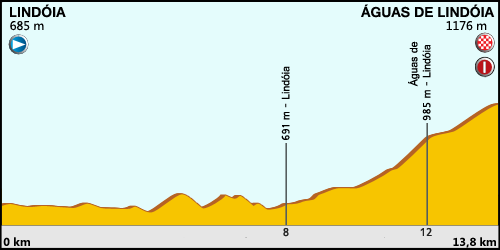
Altimetria da 1ª etapa

A primeira etapa do Desafio das Américas de Ciclismo de 2013 foi realizada em 11 de outubro, percorrendo 13,8 quilômetros entre Lindóia e Águas de Lindóia, uma curta etapa de montanha com chegada no alto. A chegada da etapa também era válida como um prêmio de montanha de categoria 1, distribuindo 10 pontos para essa classificação ao vencedor.
O começo da etapa foi bastante disputado, com diversas tentativas de fuga, mas nenhuma com muito sucesso. Conforme os ciclistas começaram a enfrentar a subida, o pelotão foi ficando cada vez mais fragmentado. Nos quilômetros finais, João Marcelo Gaspar (Ironage) e William Chiarello (São Lucas Saúde - Americana) conseguiram se desgarrar dos demais ciclistas e disputaram a vitória da etapa no sprint, no qual Gaspar foi o mais rápido, levando a vitória da etapa e se tornando o primeiro líder da prova. Ele também assumiu a liderança da classificação de montanha e da classificação sub-23, ao passo que a Funvic Brasilinvest-São José dos Campos se tornou a primeira líder da prova na classificação por equipes.
|   | País   | Ciclista            | Equipe                       | Tempo   |
| - | ------ | ------------------- | ---------------------------- | ------- |
| 1 | Brasil | João Marcelo Gaspar | Ironage                      | 34' 42" |
| 2 | Brasil | William Chiarello   | São Lucas Saúde - Americana  | + 1"    |
| 3 | Brasil | Otávio Bulgarelli   | Funvic - São José dos Campos | + 32"   |
| 4 | Brasil | Halysson Ferreira   | Velo - Seme Rio Claro        | + 40"   |
| 5 | Brasil | Cristian Egídio     | Clube DataRo de Ciclismo     | + 42"   |

|   | País   | Ciclista            | Equipe                       | Tempo   |
| - | ------ | ------------------- | ---------------------------- | ------- |
| 1 | Brasil | João Marcelo Gaspar | Ironage                      | 34' 32" |
| 2 | Brasil | William Chiarello   | São Lucas Saúde - Americana  | + 5"    |
| 3 | Brasil | Otávio Bulgarelli   | Funvic - São José dos Campos | + 38"   |
| 4 | Brasil | Halysson Ferreira   | Velo - Seme Rio Claro        | + 50"   |
| 5 | Brasil | Cristian Egídio     | Clube DataRo de Ciclismo     | + 52"   |

### Etapa 2:Distrito de Água Vermelha(CRI)

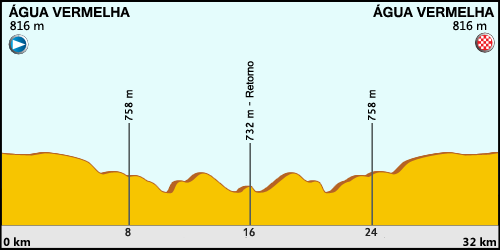
Altimetria da 2ª etapa

Realizada dia 12 de outubro, a segunda etapa do Desafio das Américas de Ciclismo foi um contra-relógio individual de 32 quilômetros no distrito de Água Vermelha. A etapa foi realizada na Estrada Água Vermelha - Santa Eudóxia; partinda de Água Vermelha, os ciclistas percorreram 16 quilômetros no sentido Santa Eudóxia e depois retornavam para a chegada em Água Vermelha.
Pedro Nicácio (Funvic Brasilinvest-São José dos Campos), tricampeão brasileiro de contra-relógio em 2005, 2006 e 2007, foi o mais rápido, e venceu a etapa com o tempo de 40' 28", em uma velocidade média de 47,446 km/h. O camisa amarela João Marcelo Gaspar completou a prova em 19º, 2 minutos e 34 segundos mais lento que Nicácio. Com isso, como o déficit de Nicácio era de 2' 08" para Gaspar antes da etapa, o ciclista da Funvic assumiu a liderança da prova. Gaspar ainda foi ultrapassado pelo 2º colocado da primeira etapa, William Chiarello (São Lucas Saúde - Americana), que, com isso, alcançou a 2ª colocação geral e a liderança na classificação sub-23. O ex-líder da prova caiu para a 3ª colocação geral, 26 segundos atrás de Pedro Nicácio. Não houve mudanças na liderança da classificação de montanha e da classificação por equipes.
|   | País           | Ciclista         | Equipe                               | Tempo   |
| - | -------------- | ---------------- | ------------------------------------ | ------- |
| 1 | Brasil         | Pedro Nicácio    | Funvic - São José dos Campos         | 40' 28" |
| 2 | Brasil         | Gregory Panizo   | Funvic - São José dos Campos         | + 25"   |
| 3 | Brasil         | Gideoni Monteiro | São Francisco Saúde - Ribeirão Preto | + 34"   |
| 4 | Estados Unidos | Steven Perezluha | Seleção dos Estados Unidos           | + 51"   |
| 5 | Argentina      | Jorge Giacinti   | San Luis Somos Todos                 | + 52"   |

|   | País   | Ciclista            | Equipe                               | Tempo      |
| - | ------ | ------------------- | ------------------------------------ | ---------- |
| 1 | Brasil | Pedro Nicácio       | Funvic - São José dos Campos         | 1h 17' 08" |
| 2 | Brasil | William Chiarello   | São Lucas Saúde - Americana          | + 18"      |
| 3 | Brasil | João Marcelo Gaspar | Ironage                              | + 26"      |
| 4 | Brasil | Gideoni Monteiro    | São Francisco Saúde - Ribeirão Preto | + 30"      |
| 5 | Brasil | Cristian Egídio     | Clube DataRo de Ciclismo             | + 39"      |

### Etapa 3:São Carlos(Parque Eco-Esportivo Damha)

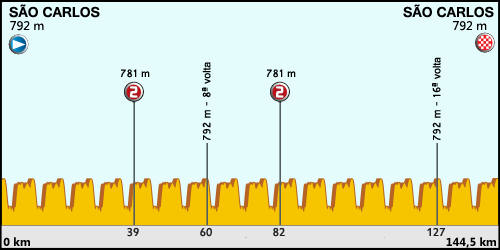
Altimetria da 3ª etapa

A etapa final do Desafio das Américas de Ciclismo foi realizada em 13 de outubro, em São Carlos, num circuito no Parque Eco-Esportivo Damha em torno do qual o pelotão percorreu 17 voltas, totalizando 144,5 quilômetros. O circuito foi o mesmo que havia sido utilizado no campeonato brasileiro de ciclismo de estrada de 2013. O percurso era considerado difícil, com uma subida de 1 km na metade da volta e fortes ventos durante boa parte do circuito, e apresentava dois prêmios de montanha de categoria 2, na 5ª e na 10ª volta.
Na disputa pelas metas de montanha, o colombiano Alvaro Sandoval foi o 1º e 2º nas duas metas de montanha do dia, coletando 14 pontos, o que seria suficiente para ultrapassar o líder de montanha João Marcelo Gaspar, que tinha 10 pontos no início da etapa; entretanto, Gaspar foi o 2º na primeira meta de montanha, conquistando mais 6 pontos para a classificação e garantindo a vitória nessa competição, com 16 pontos.
Ao mesmo tempo que a dureza do circuito tornava o pelotão mais seleto a cada volta, a equipe Funvic Brasilinvest-São José dos Campos, do camisa amarela Pedro Nicácio, controlou a prova durante a maior parte da etapa, não permitindo o sucesso de nenhuma fuga que pudesse ameaçar a liderança de Nicácio. Com isso, o pelotão - composto por cerca de 20 ciclistas na última volta - pedalava compacto em direção à chegada. No último quilômetro, Maurício Knapp atacou e abriu vantagem suficiente para vencer a etapa sozinho. No sprint pela 2ª colocação, João Marcelo Gaspar foi o mais rápido, completando a etapa 2 segundos após Knapp.
Pedro Nicácio completou a etapa na 10ª colocação, 5 segundos após Knapp, e garantiu a vitória da classificação geral. Com os segundos bônus conquistados por meio da 2ª colocação na etapa, João Marcelo Gaspar ultrapassou William Chiarello na classificação geral e retomou a liderança da classificação sub-23. O ciclista da Ironage também ficou com a vitória na classificação de montanha, ao passo que a Funvic Brasilinvest-São José dos Campos confirmou a vitória na classificação por equipes.
| Resultado Etapa 3 \| \| País \| Ciclista \| Equipe \| Tempo \| \| - \| ---- \| ------------------- \| ------------------------------------ \| ---------- \| \| 1 \| \| Maurício Knapp \| São Francisco Saúde - Ribeirão Preto \| 3h 41' 38" \| \| 2 \| \| João Marcelo Gaspar \| Ironage \| + 2" \| \| 3 \| \| Jorge Giacinti \| San Luis Somos Todos \| + 2" \| \| 4 \| \| Gideoni Monteiro \| São Francisco Saúde - Ribeirão Preto \| + 2" \| \| 5 \| \| Cristian Egídio \| Clube DataRo de Ciclismo \| + 2" \| |           |                     |                                      |            |
| | País      | Ciclista            | Equipe                               | Tempo      |
| 1 | Brasil    | Maurício Knapp      | São Francisco Saúde - Ribeirão Preto | 3h 41' 38" |
| 2 | Brasil    | João Marcelo Gaspar | Ironage                              | + 2"       |
| 3 | Argentina | Jorge Giacinti      | San Luis Somos Todos                 | + 2"       |
| 4 | Brasil    | Gideoni Monteiro    | São Francisco Saúde - Ribeirão Preto | + 2"       |
| 5 | Brasil    | Cristian Egídio     | Clube DataRo de Ciclismo             | + 2"       |

## Resultados Finais
| Classificação Geral após Etapa 3 (Resultado final) \| \| País \| Ciclista \| Equipe \| Tempo \| \| -- \| ---- \| -------------------- \| ------------------------------------ \| ---------- \| \| 1 \| \| Pedro Nicácio \| Funvic - São José dos Campos \| 4h 58' 51" \| \| 2 \| \| João Marcelo Gaspar \| Ironage \| + 17" \| \| 3 \| \| William Chiarello \| São Lucas Saúde - Americana \| + 18" \| \| 4 \| \| Gideoni Monteiro \| São Francisco Saúde - Ribeirão Preto \| + 27" \| \| 5 \| \| Cristian Egídio \| Clube DataRo de Ciclismo \| + 36" \| \| 6 \| \| Gregory Panizo \| Funvic - São José dos Campos \| + 41" \| \| 7 \| \| Otávio Bulgarelli \| Funvic - São José dos Campos \| + 56" \| \| 8 \| \| Jorge Giacinti \| San Luis Somos Todos \| + 1' 31" \| \| 9 \| \| José Salazar Barbosa \| Colômbia - Nectar - Cundinamarca \| + 1' 35" \| \| 10 \| \| Halysson Ferreira \| Velo - Seme Rio Claro \| + 1' 56" \| |           |                      |                                      |            |
| | País      | Ciclista             | Equipe                               | Tempo      |
| 1 | Brasil    | Pedro Nicácio        | Funvic - São José dos Campos         | 4h 58' 51" |
| 2 | Brasil    | João Marcelo Gaspar  | Ironage                              | + 17"      |
| 3 | Brasil    | William Chiarello    | São Lucas Saúde - Americana          | + 18"      |
| 4 | Brasil    | Gideoni Monteiro     | São Francisco Saúde - Ribeirão Preto | + 27"      |
| 5 | Brasil    | Cristian Egídio      | Clube DataRo de Ciclismo             | + 36"      |
| 6 | Brasil    | Gregory Panizo       | Funvic - São José dos Campos         | + 41"      |
| 7 | Brasil    | Otávio Bulgarelli    | Funvic - São José dos Campos         | + 56"      |
| 8 | Argentina | Jorge Giacinti       | San Luis Somos Todos                 | + 1' 31"   |
| 9 | Colômbia  | José Salazar Barbosa | Colômbia - Nectar - Cundinamarca     | + 1' 35"   |
| 10 | Brasil    | Halysson Ferreira    | Velo - Seme Rio Claro                | + 1' 56"   |

|   | País     | Ciclista                    | Equipe                           | Pontos |
| - | -------- | --------------------------- | -------------------------------- | ------ |
| 1 | Brasil   | João Marcelo Gaspar         | Ironage                          | 16 pts |
| 2 | Colômbia | Alvaro Sandoval             | Colômbia - Nectar - Cundinamarca | 14 pts |
| 3 | Brasil   | Renato Aparecido dos Santos | Clube DataRo de Ciclismo         | 8 pts  |
| 4 | Brasil   | William Chiarello           | São Lucas Saúde - Americana      | 8 pts  |
| 5 | Brasil   | Otávio Bulgarelli           | Funvic - São José dos Campos     | 5 pts  |

|   | País      | Ciclista            | Equipe                               | Pontos     |
| - | --------- | ------------------- | ------------------------------------ | ---------- |
| 1 | Brasil    | João Marcelo Gaspar | Ironage                              | 4h 59' 08" |
| 2 | Brasil    | William Chiarello   | São Lucas Saúde - Americana          | + 1"       |
| 3 | Brasil    | Murilo Affonso      | Clube DataRo de Ciclismo             | + 1' 56"   |
| 4 | Argentina | Gaston Trillini     | San Luis Somos Todos                 | + 2' 34"   |
| 5 | Brasil    | Maurício Knapp      | São Francisco Saúde - Ribeirão Preto | + 4' 30"   |

| Classificação de Equipes após Etapa 3 (Resultado final) \| \| País \| Equipe \| Tempo \| \| - \| ---- \| ----------------------------------------------- \| ----------- \| \| 1 \| \| Funvic Brasilinvest - São José dos Campos \| 14h 56' 00" \| \| 2 \| \| San Luis Somos Todos \| + 8' 32" \| \| 3 \| \| Clube DataRo de Ciclismo - Cascavel \| + 10' 36" \| \| 4 \| \| Colômbia - Nectar - Cundinamarca \| + 19' 31" \| \| 5 \| \| São Francisco Saúde - Botafogo - Ribeirão Preto \| + 26' 05" \| |           |                                                 |             |
| | País      | Equipe                                          | Tempo       |
| 1 | Brasil    | Funvic Brasilinvest - São José dos Campos       | 14h 56' 00" |
| 2 | Argentina | San Luis Somos Todos                            | + 8' 32"    |
| 3 | Brasil    | Clube DataRo de Ciclismo - Cascavel             | + 10' 36"   |
| 4 | Colômbia  | Colômbia - Nectar - Cundinamarca                | + 19' 31"   |
| 5 | Brasil    | São Francisco Saúde - Botafogo - Ribeirão Preto | + 26' 05"   |

## Evolução dos Líderes
| Etapa | Vencedor            | Classificação Geral | Classificação de Montanha | Classificação Sub-23 | Classificação por Equipes               |
| ----- | ------------------- | ------------------- | ------------------------- | -------------------- | --------------------------------------- |
| 1     | João Marcelo Gaspar | João Marcelo Gaspar | João Marcelo Gaspar       | João Marcelo Gaspar  | Funvic Brasilinvest-São José dos Campos |
| 2     | Pedro Nicácio       | Pedro Nicácio       | João Marcelo Gaspar       | William Chiarello    | Funvic Brasilinvest-São José dos Campos |
| 3     | Maurício Knapp      | Pedro Nicácio       | João Marcelo Gaspar       | João Marcelo Gaspar  | Funvic Brasilinvest-São José dos Campos |
| Final | Final               | Pedro Nicácio       | João Marcelo Gaspar       | João Marcelo Gaspar  | Funvic Brasilinvest-São José dos Campos |